# لويس هاميلتون (ممثلة)
لويس هاميلتون (بالإنجليزية: Lois Hamilton)‏ هي طيارة ونحّاتة وعارضة وممثلة أمريكية، ولدت في 14 أكتوبر 1952 في الولايات المتحدة، وتوفيت في 23 ديسمبر 1999 بريو دي جانيرو في البرازيل.

## وصلات خارجية
- لويس هاميلتون على موقع IMDb (الإنجليزية)
- لويس هاميلتون على موقع قاعدة بيانات الفيلم (الإنجليزية)